# Alexandru Solovei
Alexandru Solovei, född 2004, är en moldavisk brottare som tävlar i grekisk-romersk stil.

## Karriär
Vid EM 2025 i Bratislava tog Solovei brons i 77 kg-klassen efter att ha besegrat bulgariske Ajk Mnatsakanjan i bronsmatchen.